# El Pujal (Calafell)
El Pujal és una muntanya de 163 metres que es troba al municipi de Calafell, a la comarca del Baix Penedès. Al cim podem trobar-hi un vèrtex geodèsic (referència 275135001).